# Tracunhaém
Tracunhaém é um município brasileiro do estado de Pernambuco. Localiza-se a uma latitude 07º48'17" sul e a uma longitude 35º14'24" oeste, estando a uma altitude de 120 metros. Sua população estimada em 2004 era de 12.630 habitantes. Possui uma área de 141,67 km². 

## História
Originalmente, Tracunhaém foi um distrito criado em 30 de novembro de 1892, subordinado ao município de Nazaré da Mata (na época chamado apenas de "Nazaré"), pela lei municipal nº 5. Essa situação se manteria até 20 de dezembro de 1963, quando a lei estadual nº 4.950 elevaria o distrito à condição de município, desmembrando-o de Nazaré da Mata.

## Geografia
Compõe o município apenas o distrito-sede (Tracunhaém).